# Václava Horčáková
Václava Horčáková, roz. Procházková (* 24. srpna 1961, Praha) je česká historička a bibliografka.

## Životopis
V letech 1979 až 1983 studovala nejprve obor historie na Filozofické fakultě Univerzity Karlovy (diplomová práce Opozice na českém zemském sněmu před rokem 1848, PhDr. 1984), následně pak v letech 1984 až 1989 absolvovala postgraduální studium muzeologie na Filozofické fakultě brněnské Univerzity J. E. Purkyně, který ukončila obhajobou práce Okresní jednota musejní v Brandýse nad Labem v letech 1911–1945. 
V letech 1983–1989 pracovala v Okresním muzeu Praha-východ v Brandýse nad Labem jako historička. Od roku 1989 pracuje v Historickém ústavu Akademie věd České republiky., V letech 2013-2022 vedla oddělení historické bibliografie. Je členkou sekce pro bibliografii Sdružení knihoven ČR. Pod jejím vedením vznikl databázový projekt Bibliografie dějin Českých zemí.

### Ocenění
Je nositelem Medaile Zdeňka Václava Tobolky (2016) udělované Sdružením knihoven ČR a Nadací knihoven za dlouhodobý přínos české bibliografii a za úspěšnou realizaci projektu Bibliografie dějin Českých zemí v rámci programu MŠMT.